# نادي إيركوليس
نادي هيركوليز (بالإسبانية: Hércules Club de Fútbol, S.A.D.)‏ نادي كرة قدم إسباني يلعب في دوري الدرجة الأولى. تأسس النادي في سنة 1922.